# Anton Löhr
Anton Löhr (* 8. Dezember 1871 in Pottenstein; † 21. März 1954 ebenda) war ein deutscher Verwaltungsjurist und Direktor in der Deutschen Reichsbahn.

## Leben
Löhr studierte von 1892 bis 1897 Rechtswissenschaften an der Ludwig-Maximilians-Universität München und legte 1899 das Große Juristische Staatsexamen ab. Zu Beginn des Studiums wurde er 1892 Mitglied der Freien schlagenden Verbindung Babenbergia (seit 1933 Münchener Burschenschaft Babenbergia). 1900 nahm er seinen Dienst bei den Bayerischen Staatseisenbahnen auf. 1902 kam er zur Generaldirektion und 1904 in das Staatsministerium für Verkehrsangelegenheiten, dass die Generaldirektion ersetzte. Zum Jahresbeginn 1910 zum Leiter des Bahnhofs Pasing ernannt, folgte im Jahr darauf die Einberufung wieder in das Staatsministerium für Verkehrsangelegenheiten. Zum 1. August 1913 zum Regierungsrat ernannt, wurde er persönlicher Referent des Ministers Lorenz von Seidlein. Es folgten die Beförderungen zum Oberregierungsrat (1918) und Ministerialrat (1920). 1920 wurde diese Dienststelle die Außenstelle München des Reichsverkehrsministeriums. Dort wurde er 1921 Leiter des Referats Verwaltungs-, Organisations- und Personalangelegenheiten. Mit der Ausgliederung der der Deutschen Reichsbahn aus dem Ministerium wurde er zum Jahresbeginn 1925 Reichsbahndirektor und Referent in der Verwaltungs- und Verkehrsabteilung der Gruppenverwaltung Bayern der Deutschen Reichsbahn und stieg dort am 1. Juli 1931 zum Direktor und Leiter der Gruppenverwaltung Bayern auf. Er wurde damit Vertreter Bayerns im Vorstand der Deutschen Reichsbahn-Gesellschaft. Am 26. Juni 1933 wurde er mit Wirkung vom 1. Oktober 1933 in den Ruhestand versetzt.

## Ehrungen
1928 Ehrenbürger der Stadt Pottenstein.